# 쿠르트 폰 슐라이허
쿠르트 페르디난트 프리드리히 헤르만 폰 슐라이허(Kurt Ferdinand Friedrich Hermann von Schleicher, 1882년 4월 4일 ~ 1934년 6월 30일)는 독일의 군인이자 정치가로, 바이마르 공화국 시기의 마지막 수상이다.

## 생애
브란덴부르크 안 데어 하벨에서 프로이센 장교와 어느 선주의 딸 사이에서 태어났는데 1900년 그는 독일 군대에 입대하여 사관학교를 졸업한 뒤 소위로 임관하였다.
젊은 시절에 슐라이허는 자신의 인생에서 중요한 역할을 하게 될 두 사람을 알게 되는데 그는 사관학교 동기 프란츠 폰 파펜과 친구가 되었으며, 나중에 제3 경비 연대의 장교로 있던 시절 오스카 폰 힌덴부르크를 알게 되었다. 제1차 세계 대전 당시 그는 자신의 후원자가 될 빌헬름 그뢰너의 참모로 복무하였다.

### 1차 대전 이후 군 복무
군 복무를 마치고 1920년대에 그는 독일군(Reichswehr) 내부에서 점차 승진하여, 군대와 민간 당국 사이의 1급 연락관이 되었다. 그는 보통 막후에서 하는 일을 선호하였는데, 우호적인 신문에 기사를 싣고, 그때그때 바뀌는 정보원 조직을 이용하여 다른 정부 부서의 계획을 알아내었다. 이런 능력 덕분에 그는 Ministeramt 장관이 되었다.
그는 질서, 규율, 그리고 소위 바이마르 시대의 쇠락에 대하여 프로이센식 권위주의적 시각으로 인식하였으나 한편으로는 군대가 사회의 다양한 요소를 통합하는 사회적 기능이 있다고 생각하였다.
흥미롭게도 그는 자신과 같은 세력인 융커의 엘베 동부 재산의 파산에 대해 지원하는 Osthilfe 정책 등에 반대하였다. 그런 점에서 그의 경제 정책은 비교적 온건한 편이었다.
슐라이허는 1930년에서 1932년까지 하인리히 브뤼닝 내각에서 국방부 장관 빌헬름 그뢰너의 측근으로 막후에서 정계 주요 인사가 되었다.
슐라이허는 파울 폰 힌덴부르크 대통령과 긴밀한 관계를 맺게 되면서 결국 브뤼닝과 그뢰너와 갈등을 빚게 되었으며, 그의 술책으로 1932년 이들이 몰락하는 데 큰 공을 세웠다. 공교롭게도 독일어로 그의 이름은 "몰래 행동하는 사람" 또는 "기어다니는 사람"을 뜻한다.
슐라이허 자신이 세운 새 수상 프란츠 폰 파펜 정부가 들어서자 슐라이허는 국방부 장관에 오른다. 그러나 1932년 라디오 연설에서 그는 군사 독재나 혹은 군부의 등에 업은 괴뢰 정권에 명백히 반대한다고 밝혔듯이 파펜만큼 보수주의자는 아니었다.
결국 파펜과 슐라이허는 서로 대립하였으며, 1932년 11월 선거에서 정부가 원내 유효 다수를 얻지 못하자, 파펜은 사임할 수밖에 없었고, 슐라이허는 그의 뒤를 이어 독일 수상직에 올랐다.

### 수상 재임

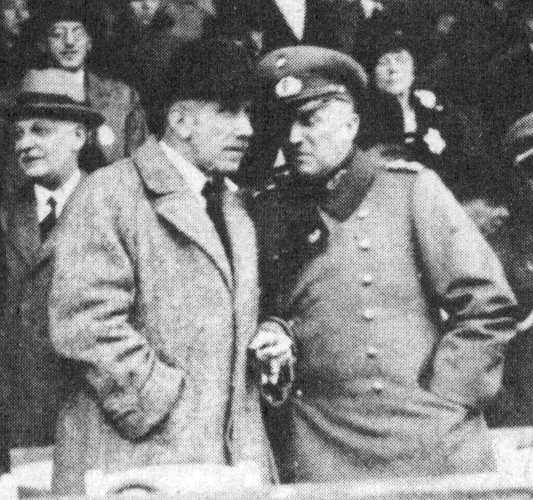
폰 슐라이허 (오른쪽) 와 폰 파펜

슐라이허는 그는 의회 바깥의 권위주의적이지만 정권에 참여하는 독일의 여러 까다로운 세력들을 통합하여 Querfront를 조직하여 독일제국 의회에서 과반수를 얻고자 하였다.
그리하여 그는 사회민주주의적 노동 조합, 기독교 노동조합, 그리고 나치에서도 그레고어 슈트라서가 이끄는 좌익 지파에 손을 내밀었다. 그러나 슈트라서는 당내 권력 투쟁에서 이미 히틀러에게 실권을 내 준 상황이었다.
슐라이허는 처음에 일부 성과를 얻었으나, 결국 양측에서 외면받았다. 그러는 사이 가톨릭 중앙당 대표를 지낸 프란츠 폰 파펜 전 수상은 힌덴부르크 대통령의 지지를 얻게 되었는데, 대통령은 슐라이허가 힌덴부르크가 싫어하던 독일 사회민주당과 공조하려 했으며 "비밀 의회 정치"의 태도를 보인 데 우려하고 있었기 때문이었다.
파펜은 힌덴부르크 대통령이 독일 국가인민당과 연대하여 히틀러를 수상에 임명해야 한다고 촉구하였는데, 이들은 파펜과 더불어 나치의 극단성을 억제하는 위치에 있었던 것으로 보인다.
파펜은 슐라이허 몰래 히틀러와 힌덴부르크와 비밀 회합에서 만났으며, 그리하여 힌덴부르크는 비상시 권력을 부여하고 제국 의회를 다시 해산하자는 슐라이허의 요청을 거부하였다. 1933년 1월 30일 대통령은 슐라이허를 해임하고 히틀러를 새 총리로 앉혔다.

### 암살
생애 마지막 몇달 동안 슐라이허는 호엔촐레른 왕가의 귀환을 협상하려고 시도하는 데 중요한 역할을 하였다. 이에 대해 우려가 일면서 슐라이허 정권이 몰락하게 되었으며, 히틀러는 슐라이허가 언젠가 암살 대상이 되리라 생각하였다.
1934년 6월 30일 장검의 밤 사건이 일어나자 슐라이허도 그 희생자가 되었다. 자택에서 슐라이허는 총에 맞아 암살당했고 그 방에서 총 소리를 들은 아내도 같은 운명을 맞았으며 그의 의붓딸이 슐라이허의 시신을 발견하였다.
히틀러는 그해 7월 13일 제국 의회 연설에서 슐라이허가 에른스트 룀과 함께 음모를 꾸며 정부를 전복하려 하였다고 비판하였다.

## 같이 보기
- 빌헬름 그뢰너
- 파울 폰 힌덴부르크
- 프란츠 폰 파펜
- 아돌프 히틀러

| 전임 빌헬름 그뢰너 | 제4대 독일국 국가방위성 장관 1932년 6월 1일 ~ 1933년 1월 28일 | 후임 페르디난트 폰 브레도프 |

| 전임 프란츠 폰 파펜 | 제14대 독일국 국가수상 1932년 12월 3일 ~ 1933년 1월 28일 | 후임 아돌프 히틀러 |

| 전임 프란츠 폰 파펜 | 제2대 프로이센 자유주 국가판무관 1932년 12월 3일 ~ 1933년 1월 28일 | (주총리) 프란츠 폰 파펜 |